# 臺灣水師協
臺灣水師協設置於1684年，為臺灣清治時期的海上軍事編制。隸屬於臺灣鎮的臺灣水師協設有中、左、右三營，掌管全臺灣海防，連守港兵士共約有兩千名，內地按班撥戍，餉有定額。以同治之後的編制而論，設置總部於安平汛的臺灣水師共有約五六十艘戰船，且掌管砲臺十數座。另外，該協主管為副將，所轄各營設有參將、游擊等軍事將領，按清制屬綠營系統。
臺灣水師協所屬兵士，由於大部分來自中國福建，清朝政府為防其在臺生根，特規定該職務三年一換，另外，尚規定兵勇必須隻身來台且不得攜帶妻及父母。不過此禁令，不久即被打破。

## 歷屆臺灣水師協副將
- 林葵
- 李日程
- 唐希順
- 衛聖疇
- 張憲載
- 董大功
- 張應金
- 張得功
- 張國
- 潘承家
- 許雲
- 倪興
- 朱文
- 林亮
- 陳倫炯
- 魏大猷
- 陳倫炯
- 康陵
- 祈進忠
- 陳倫炯
- 高得志
- 董方
- 王清
- 林榮茂
- 施必功
- 林洛
- 沈廷耀
- 官玉
- 沈廷耀
- 張勇
- 陳壎
- 姚應夢
- 黃良
- 裴鏡
- 陳啟燦
- 趙一琴
- 龔宣
- 李長明
- 龔宣
- 黃鳳
- 金蟾桂
- 劉子楨
- 陳宗薄
- 廖光宇
- 鄭瑞
- 隋光德
- 李隆
- 丁朝雄
- 林光玉
- 卓威光
- 孫全謀
- 李芳園
- 孫全謀
- 陳光昭
- 陳上高
- 董金鳳
- 李共
- 吳國麟
- 馮建功
- 倪定得
- 戚連新
- 鄒經
- 張見陞
- 詹勝
- 錢萬逵
- 敏祿
- 李光顯
- 邱良功
- 林承昌
- 吳安邦
- 朱天奇
- 謝恩詔
- 蔡安國
- 陳光求
- 陳一凱
- 湯亨斌
- 吳定邦
- 陳一凱
- 楊繼勳
- 溫兆鳳
- 陳化成
- 吳得勳
- 林廷福
- 潘汝渭
- 莊芳機
- 林志忠
- 邵永福
- 謝建雍
- 周承恩
- 黃貴
- 張朝發
- 許靈
- 江奕喜
- 江繼芸
- 江奕喜
- 蘇斐然
- 邱鎮功
- 蘇斐然
- 陳顯生
- 葉常春
- 郭揚聲
- 吳朝良
- 呂大陞
- 黃禮鉁
- 王國忠
- 李朝安
- 葉晞暘
- 陳啟祥
- 江國珍
- 蕭瑞芳
- 吳鴻源
- 楊鉀南
- 唐守贊
- 胡桂清
- 周振邦
- 林福喜
- 劉仁柏
- 鄭超英
- 謝璇